# Myotis sodalis
Myotis sodalis е вид бозайник от семейство Гладконоси прилепи (Vespertilionidae). Видът е застрашен от изчезване.

## Разпространение
Разпространен е в САЩ.